# 長野県立飯田高等学校
もしかして
- 長野県飯田高等学校

ではありませんか？